# Maurice Callot (NN1)
Maurice Callot (NN1) byla minonosná ponorka francouzského námořnictva. Ve službě byla v letech 1922–1936.

## Stavba
Ponorka byla objednána v programu pro rok 1917. Stavbu zajistila francouzská loděnice Forges et Chantiers de la Gironde v Bordeaux. Stavba byla zahájena v květnu 1917. Na vodu byla spuštěna 26. března 1921 a do služby byla přijata roku 1922.

## Konstrukce
Ponorka měla dvouplášťovou konstrukci. Výzbroj představoval jeden 75mm/35 kanón M897, šest 450mm torpédometů se zásobou osmi torpéd a až 27 min, které byly umístěny v nástavbě a vypouštěny pomocí systému Laubeuf. Pohoný systém tvořily dva vznětové motory Schneider o výkonu 2900 hp pro plavbu na hladině a jeden elektromotor o výkonu 1640 hp pro plavbu pod hladinou. Lodní šrouby byly dva. Nejvyšší rychlost dosahovala 16,5 uzlu na hladině a 10,5 uzlu pod hladinou. Dosah byl 2800 námořních mil při rychlosti jedenáct uzlů na hladině a 118 námořních mil při rychlosti pět uzlů pod hladinou.

### Modifikace
Původní systém byl nahrazen modernějším systémem Fenaux.